# Witajcie w teatrze cieni
Witajcie w teatrze cieni – drugi album zespołu Ziyo. Wydany w roku 1990 nakładem wydawnictwa Polskie Nagrania „Muza”.
Muzyka zawarta na płycie jest bardziej gitarowa niż na pierwszej. Po części za sprawą fascynacji Marka Klocha ostrymi przesterowanymi dźwiękami, ale też atmosferą studia, w którym na co dzień nagrywają zespoły metalowe.
Materiał zarejestrowano w poznańskim studio „Giełda”. Realizacja: Piotr Madziar, Jacek Frączek, Wojciech Kurkowski. Projekt graficzny i foto: Adam Pietrzak. Wszystkie kompozycje są autorstwa zespołu. Teksty napisał Jerzy Durał.

## Lista utworów
Wyd. Polskie Nagrania 1990
strona A
1. „Nr 2” – 2:00
2. „Alkoholowe ilustracje” – 3:25
3. „Witajcie w teatrze cieni” – 6:00
4. „Miejsce, w którym ludzie stają się bogami” – 3:50
5. „Nie ma dokąd iść” – 4:20

strona B
1. „Michelle” – 3:25
2. „Bliżej gwiazd (wyspy)” – 3:50
3. „Nic nie dzieje się” – 2:50
4. „Każdy krok” – 3:25
5. „Szalony taniec” – 3:00
6. „Rodzi się nowy dzień” – 2:35

Wyd. Metal Mind Productions 2004
1. „Nr 2” – 1:59
2. „Alkoholowe ilustracje” – 3:26
3. „Witajcie w teatrze cieni” – 6:04
4. „Miejsce, w którym ludzie stają się bogami” – 3:55
5. „Nie ma dokąd iść” – 4:11
6. „Michelle” – 3:28
7. „Bliżej gwiazd (wyspy)” – 3:52
8. „Nic nie dzieje się” – 2:45
9. „Każdy krok” – 3:26
10. „Szalony taniec” – 2:59
11. „Rodzi się nowy dzień” – 2:36

bonusy
1. „Słowa ciągle tylko słowa” – 2:37 (Studio Giełda mix)
2. „Wyspy (Bliżej gwiazd)” – 3:59 (Izabelin Studio mix)

## Muzycy
źródło:
- Jerzy Durał – śpiew, gitara basowa
- Marek Kloch – gitara
- Dariusz Derżko – instrumenty klawiszowe
- Krzysztof Krupa – perkusja

## Wydawnictwa
- 1990 – Polskie Nagrania „Muza” (LP SX-2874, MC CK-992)[4][7]
- 1991 – Polskie Nagrania „Muza” (CD PNCD 175)[8]
- 2004 – Metal Mind Productions (CD MMP 0302)[9]